# جوردان ماسترسون
جوردان ماسترسون (بالإنجليزية: Jordan Masterson)‏ هو ممثل أمريكي، ولد في 9 أبريل 1986 بلونغ آيلند في الولايات المتحدة.

## أعمال

### مسلسلات
- كيف قابلت أمكما

## وصلات خارجية
- جوردان ماسترسون على موقع IMDb (الإنجليزية)
- جوردان ماسترسون على موقع قاعدة بيانات الفيلم (الإنجليزية)